# 白翅哀鴿
白翅哀鴿（英語：White-winged Dove，學名：Zenaida asiatica）是哀鴿屬下的一種鳥，原產於美國西南部到墨西哥和加勒比群島的中美洲地區。其棲息地已經拓展到了人類的都市中。

## 外部連結
- White-winged Dove Species Account （页面存档备份，存于） - Cornell Lab of Ornithology
- White-winged Dove - Zenaida asiatica （页面存档备份，存于） - USGS Patuxent Bird Identification InfoCenter
- 白翅哀鴿郵票 （页面存档备份，存于）（伯利茲、開曼群島、洪都拉斯、墨西哥和美國）
- 互聯網鳥類收藏上有关White-winged Dove的錄像、照片和音頻
- White-winged Dove videos （页面存档备份，存于） at Tree of Life
- Raven, the Hand-Fed Dove (A true story)
- Zenaida asiatica的分佈圖，IUCN紅色名錄地圖